# Blonde Venus
Blonde Venus ist ein US-amerikanischer Spielfilm von Josef von Sternberg mit Marlene Dietrich aus dem Jahre 1932.

## Handlung
Der US-amerikanische Chemiker Ned Faraday ist mit der deutschen Cabaretsängerin Helen verheiratet. Sie haben einen kleinen Sohn Johnny. Ned wird durch seine Arbeit vergiftet und erkrankt schwer. Nur eine teure Behandlung in Deutschland soll ihn retten können. Helen versucht nun, das nötige Geld zu verdienen, und kehrt zu ihrem alten Beruf als Sängerin zurück. Sie tritt in einem Nachtclub auf und trifft auf den reichen Playboy Nick Townsend, der sich in sie verliebt. Helen lässt sich auf eine Affäre mit dem Millionär ein, und dessen Geschenke sorgen für den Lebensunterhalt der Familie. Ehemann Ned kann behandelt werden und gesundet. Nach seiner Genesung erkennt er jedoch, dass Helen eine Affäre mit Nick Townsend hat, und bricht mit seiner Frau. Helen flieht mit Sohn Johnny nach New Orleans. Ned fasst dies als Entführung seines Sohnes auf und engagiert ein Detektivbüro, um die beiden aufzuspüren. In New Orleans arbeitet Helen als Prostituierte, um ihren Lebensunterhalt zu verdienen. Das Detektivbüro kommt ihr auf die Spur und nimmt ihr den Sohn Johnny. Helen verlässt daraufhin die Staaten und geht nach Paris. Dort steigt sie auf zum Cabaretstar und trifft wieder auf Nick Townsend. Die Pariser Show mit ihr als Sensation wird in die USA nach New York City eingeladen. Townsend arrangiert ein Treffen mit Ehemann Ned, der nun die wirklichen Beweggründe Helens für die Beziehung mit Townsend erfährt und sich mit Helen wieder versöhnt.

## Hintergrund
Marlene Dietrich war seit ihrem US-amerikanischen Debüt in Marokko von ihrem Studio Paramount gezielt als Antwort auf Greta Garbo aufgebaut worden. Die Parallelen waren vielfältig: So wurde die Schauspielerin vorzugsweise nur als Dietrich angekündigt. Kurz nachdem Garbo in Mata Hari eine exotische Spionin gespielt hatte, war ihre deutsche Konkurrentin in X-27 (auch: Entehrt) ebenfalls als Geheimagentin, die aus Liebe exekutiert wird, zu sehen. Während Greta Garbo vor allem mit Clarence Brown drehte, vertraute Paramount Marlene Dietrich ausschließlich ihrem Entdecker Josef von Sternberg an. 
Doch Dietrich war es langsam leid, immer nur Prostituierte oder Damen der Halbwelt vor exotischer Kulisse zu spielen. Sie verlangte, endlich einmal auch als Mutter und treusorgende Ehefrau vor die Kamera zu treten. Nach vielen Hin und Her über das Drehbuch einigten sich alle Beteiligten schließlich auf Blonde Venus, einen Mischmasch aus fast allen Rollentypen, die Dietrich bis dahin gespielt hatte. Sie war die unschuldige deutsche Sängerin, die liebevolle Mutter und Ehefrau und später, aus der Not heraus, der glamouröse Kabarettstar. Bei ihrem ersten Auftritt als Helen Jones: The Blonde Venus, wie der Impresario sie ankündigt, kommt Marlene Dietrich in der gut fünf Minuten langen Nummer Hot Voodoo zunächst in einem Gorillakostüm auf die Bühne. Der Gorilla wird von einer Gruppe schwarzer Kriegerinnen in Ketten auf die Bühne geführt und plötzlich schält sich aus dem Fell Marlene Dietrich heraus. Die Nummer, die damals von den Kritikern weitgehend unkommentiert blieb, hat mit den Jahren einen Ruf als camp classic bekommen. 
Für Cary Grant, der erst wenige Monate vorher als Statist bei Paramount begonnen hatte, war der Film eine wichtige Etappe zum etablierten Star, einem Status, den er bereits im Folgejahr erreichen sollte.
Die Uraufführung erfolgte am 22. September 1932 in den Kinos Times Square Paramount und Brooklyn Paramount in New York. Die deutsche Erstaufführung war am 18. November 1932 im Mozartsaal, Berlin.
An der Kinokasse war der Film nur leidlich erfolgreich. Das Studio bestand deshalb darauf, dass Dietrichs nächster Film The Song of Songs von Rouben Mamoulian inszeniert werden sollte. Dietrich ließ sich darauf erst nach monatelanger Suspendierung ein und machte anschließend für Mamoulian die Dreharbeiten schwer erträglich, indem sie jeden Morgen, wenn sie auf das Set kam, laut ausrief: Joe, wo bist Du? Warum hast Du mich verlassen?.

## Kritiken
„Dank Marlene Dietrichs Darstellung, der exzellenten Gestaltung, der stilvollen Kameraarbeit und der aufwendigen Ausstattung ein zwar thematisch und psychologisch nicht tiefschürfender, dennoch faszinierender Film über ein Frauenschicksal.“